# Abacaria nuhu
Abacaria nuhu là một loài Trichoptera trong họ Hydropsychidae. Chúng phân bố ở miền Australasia.